# Aparell vela-rotativa

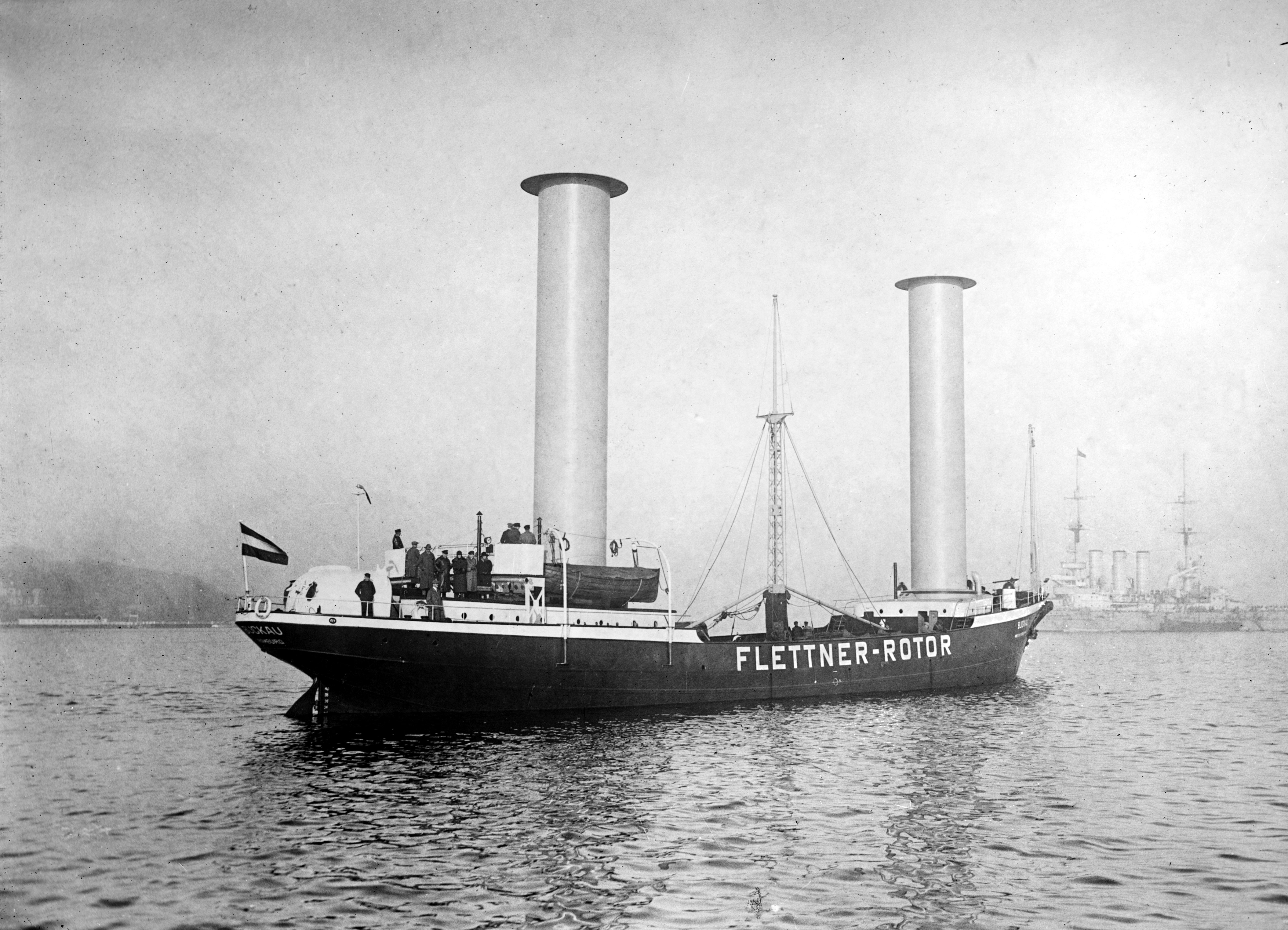
Vaixell Buckau, amb rotors Flettner.

Una vela-rotativa és un dispositiu que aprofita el gir d'un element rígid per a captar la força del vent i desviar-ne el flux cap a un motor o hèlix.
Les hèlixs aèries que transmeten la potència generada pel vent a una hèlix submergida (que és la que fa moure el vaixell) no són veles. Es fan servir per a desviar el flux de l'aire (actuant com a veles), sí que poden classificar-se com a veles. Les veles convencionals aprofiten la força del vent modificant el flux d'aire de manera adequada. Les veles rígides funcionen igual que les convencionals i permeten un millor angle de cenyida.

Representació de l'efecte Magnus actuant sobre una esfera o cilindre, modificant el flux d'aire. Les línies V indiquen el vent. La fletxa F representa la força resultant dirigida cap a la zona de pressió més baixa. Vegeu que és perpendicular a la direcció del vent.

## Rotor Flettner
D'acord amb l'efecte Magnus, un cilindre giratori sotmès a l'acció del vent (exposat a un flux d'aire) genera una força perpendicular a la direcció del vent. L'enginyer alemany Anton Flettner va patentar el «rotor Flettner» l'any 1922, que consistia en un cilindre giratori accionat per un motor exterior. Dos anys després s'adaptaren dos d'aquests rotors sobre una goleta modificada. Els cilindres (vegeu la figura) feien uns quinze metres d'alçària per tres metres de diàmetre i substituïen tot l'aparell de la goleta original (dos pals mascles, dos mastelers, estais, obencs, burdes…; 35 tones en total). L'estalvi de pes era considerable. El conjunt dels dos cilindres, dos motors elèctrics i un motor dièsel pesava unes set tones.
El funcionament del vaixell, anomenat Buckau, fou molt satisfactori. Podia cenyir a menys de 45 graus i les ratxes de vent no l'afectaven en absolut. En cada cas, en funció de les dimensions del cilindre i de la velocitat de gir, a partir d'una certa velocitat de vent la força induïda no augmenta.
Des del punt de vista general, els rotors Flettner del Buckau generaven menys potència que si el motor dièsel s'hagués aplicat directament a una hèlix submergida.

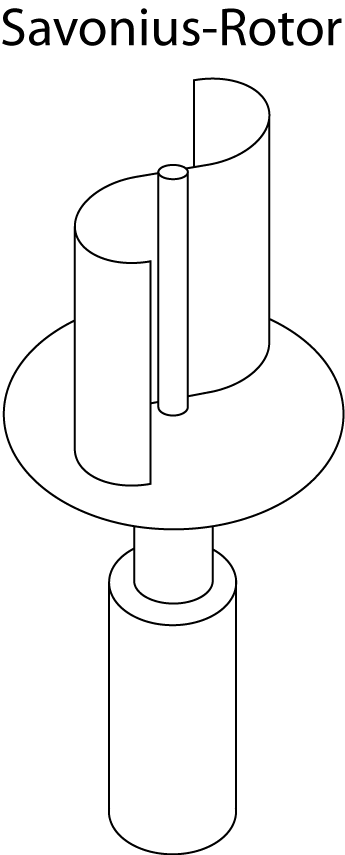
Rotor Savonius

## Rotor Lesh
L'any 1932 l'enginyer aeronàutic Laurence J. Lesh va presentar un sistema de vela rotativa molt interessant. Aparentment només es va provar en models reduïts. Les referències indiquen que les veles Lesh, de secció aproximadament el·líptica, giraven per la força del vent (potser amb algun sistema complementari no indicat en els articles consultats) i que, un cop girant impulsaven el vaixell (per efecte Magnus) modificant el flux de l'aire.
Un altre avantatge d'aquestes veles sobre altres dissenys és la forma aeròdinàmica de la secció, que permetria usar-les com a veles rígides convencionals o deixar-les alineades amb el vent per a una resistència d'arrossegament mínima.

## Rotor Savonius
Es va crear a la primeria del segle xx. Deu el seu nom al seu creador l'enginyer finlandès Savonius. El rotor Savonius és d'eix vertical i té una construcció molt simple: consta de dos semicilindres col·locats en forma de S. Funciona de manera simple, la part còncava recull la força del vent, mentre que l'altre semicilindre dona la cara convexa que té menys resistència al vent i d'aquesta forma el vent fa girar el rotor.
Un cop el rotor gira, actua com un rotor Magnus, i modificar el flux d'aire i dona una força aerodinàmica perpendicular a l'eix del rotor i amb un cert angle respecte de la direcció del vent. Pot descompondre's en una component en la direcció de marxa del vaixell i una component perpendicular a la marxa del vaixell (contrarestada per l'orsa o quilla).
Aparentment no hi ha hagut intents seriosos per a aparellar alguna embarcació amb el rotor Savonius.

## Rotor Darrieus

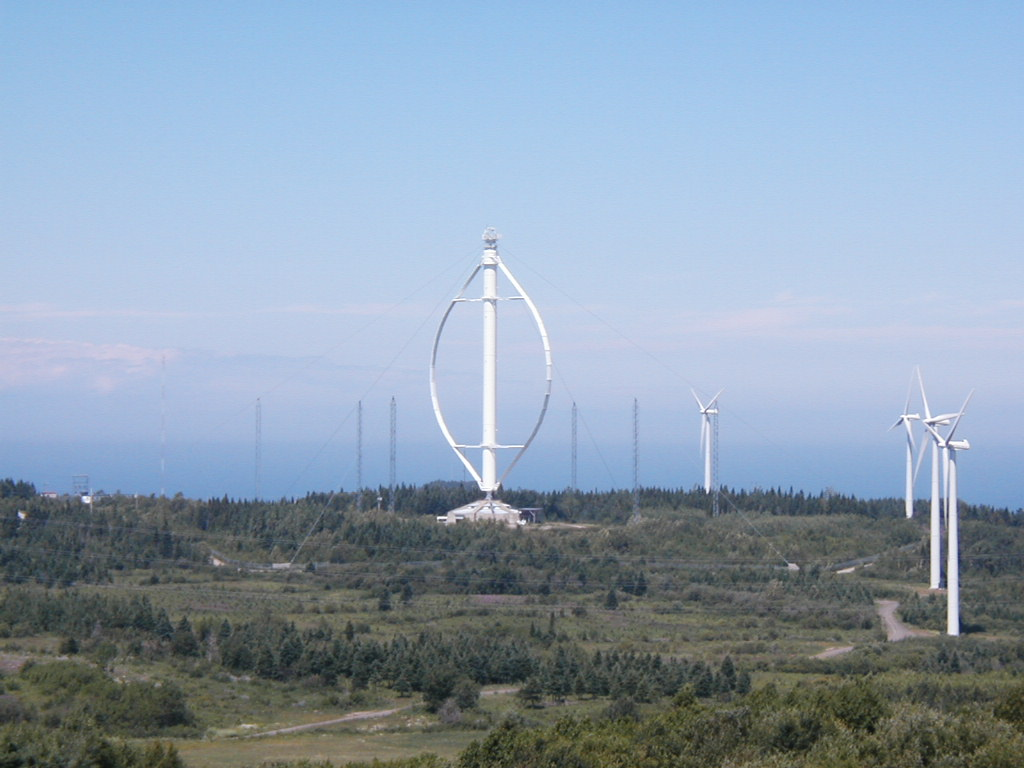
Generador del tipus Darrieus.

El rotor d'eix vertical Darrieus fou ideat per l'enginyer francès Georges Darrieus. Es tracta d'un arbre amb dues pales laterals que van des del cap de l'arbre fins a la base segons una forma aproximadament el·líptica (vegeu imatge). El conjunt pot girar segons un eix vertical.
El rotor Darrieus cal engegar-lo amb un motor auxiliar que pot desacoblar-se un cop adquirida una certa velocitat inicial.
Un cop el rotor està girant actua com a modificador del flux d'aire incident, generant una força perpendicular al vent. Força que es pot aplicar a un veler aparellat amb aquesta "vela" rotativa.
Sembla que no hi ha hagut exemples notables d'aplicació del sistema esmentat. D'altra banda hi ha bastants casos de rotors Darrieus actuant com a generadors i els estudis existents podrien aprofitar-se en eventuals aplicacions nàutiques.
En els aerogeneradors la força que actua sobre el rotor només interessa per a dimensionar la base que ha de suportar el conjunt. Considerat com una vela rotativa, el que interessa d'un rotor és precisament la força provocada per la modificació del flux d'aire. Pel vent relatiu, en el cas d'un vaixell navegant.

## Vela tipusautogir
Els rotors amb eix vertical poden ser usats com una vela. També una hèlix (que, adaptada a un vaixell, cal considerar d'eix horitzontal en principi) pot usar-se com una vela, modificant de forma adequada el flux d'aire incident. (Per estrany que pugui semblar, una hèlix d'un avió quan gira lliurement fa una força de resistència important. Algunes hèlices poden ser "posades en bandera", orientant les pales de forma que la resistència implicada sigui mínima).
De cara a obtenir una força màxima aprofitable en un vaixell navegant de cenyida, l'hèlix cal posicionar-la esbiaixada amb relació amb el vent.
De tots els tipus d'hèlixs possibles, la més indicada per a funcionar com una vela és la dels autogirs. L'hèlix que sustenta un autogir (només accionada pel vent relatiu) fa una força equivalent al pes de l'aeronau. És a dir, una força molt important en relació amb el pes i l'embalum de la mateixa hèlix. I això amb un angle de incidència del vent molt petit (ideal per a navegar de cenyida).
Acceptada la possibilitat anterior (amb l'eix de l'hèlix horitzontal) i si l'eix de l'hèlix és orientable a voluntat, la força causada pel vent pot orientar-se en la direcció més convenient. Per exemple perquè proporcioni una certa sustentació (a més de propulsió), disminuint el pes aparent del vaixell, la superfície mullada, el volum d'aigua desplaçat i, en conseqüència, la velocitat del vaixell.
Hi ha hagut alguns intents d'embarcacions aparellades amb una hèlix del tipus autogir. No cal dir que una "vela" rígida amb pales que giren a gran velocitat pot ser molt perillosa si no es tenen en compte totes les precaucions necessàries.

## Vaixells amb motor eòlic rotatiu ("Wind-mill ships)

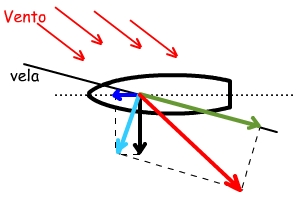
Bolina: la fletxa blau cel indica l'empenyiment generat pel buit en el costat de sotavent de la vela, que es pot descompondre en dos vectors, un de negre, que es cancel·la amb una força igual i de sentit contrari generada per la quilla sota l'aigua, i un altre de blau marí, que és la força resultant o empenyiment que fa avançar el vaixell

Els vaixells amb vela rotativa poden navegar sense cap hèlice submergida. La «vela rotativa», sotmesa al vent aparent, reacciona amb una força que es pot descompondre en una component propulsora i una component perpendicular (vegeu la figura d'una vela bermudiana clàssica). Contràriament, els vaixells amb motor eòlic rotatiu transmeten la potència a una hèlice submergida. Els motors eòlics no actuen com a veles. Aprofiten el vent relatiu per a generar potència.
La potència produïda es transmet, mitjançant una transmissió mecànica o elèctrica (o d'algun altre tipus), a una hèlice submergida convencional. Això permet que un vaixell amb motor eòlic pugui navegar en tots els rumbs, amb un mateix vent. I que pugui navegar directament en contra del vent.

### Casos pràctics
- 1888. Proposta d'una hèlice propulsora aèria.[7]
- James Taylor.[8]
- 1960. A la revista Yachting World, l'enginyer P.G.Tacchi declarava la construcció i les proves d'un petit model de fusta propulsat per una hèlice aèria. Una fotografia adjunta mostrava un sistema propulsor format per una hèlice de dues pales, amb un arbre disposat a uns seixanta graus i directament unit a una hèlice bipala i petita projectada per a girar sota la superfície de l'aigua. L'autor pretenia que el model podia navegar en contra del vent.[9]
- Jim Bates.[10]
- 1983. Patent.[11]
- Jim Wilkinson i Debbie Patterson.[12][13]